# Niccolò da Tolentino
Pour les articles homonymes, voir Tolentino (homonymie).
Niccolò Mauruzzi ou Mauruzi, ou Mauruzj, dit Niccolò da Tolentino (Tolentino, vers 1350 - Borgo Val di Taro 20 mars 1435) est un condottiere, capitano di ventura des Marches, en Italie actuelle.

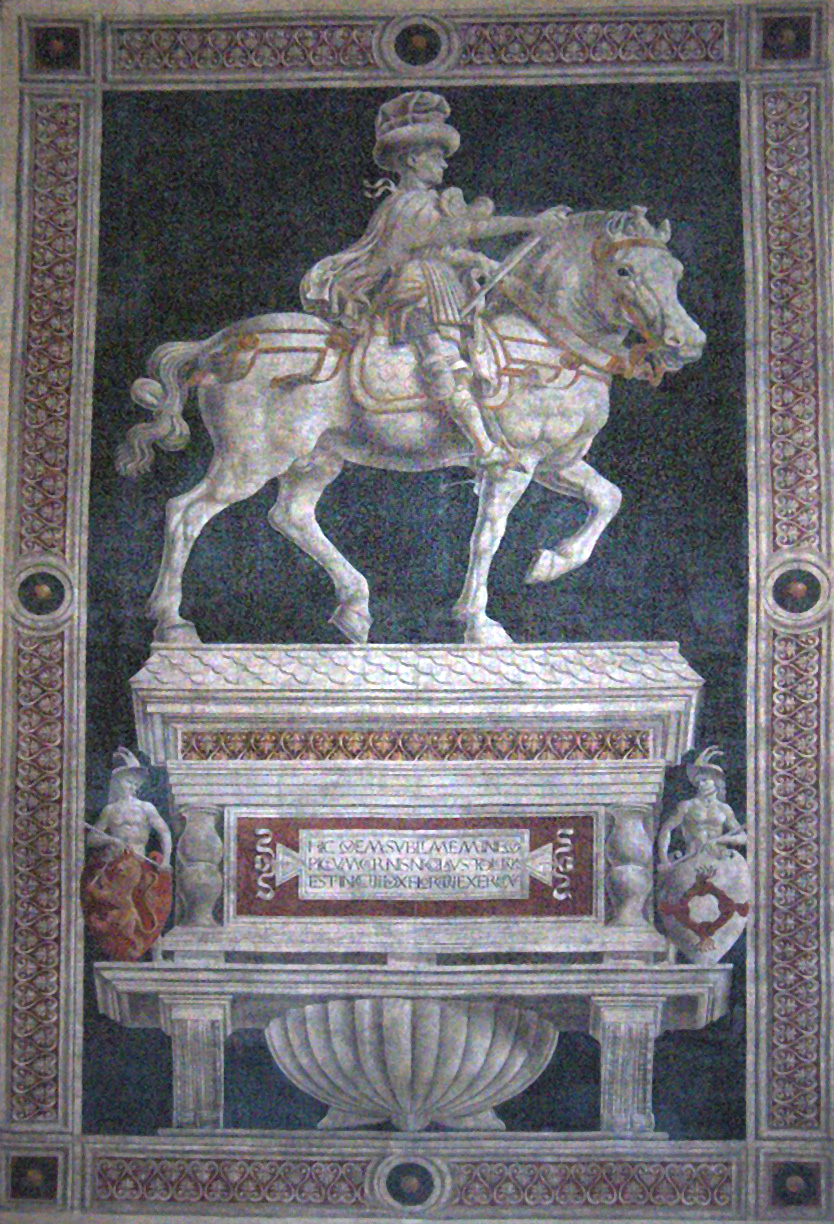
Andrea del Castagno, Monument équestre à Niccolò da Tolentino (1456).

## Biographie
Niccolò est un membre de la famille Mauruzi della Stacciola de Tolentino. Il a fui cette ville en 1370, après une dispute avec ses parents et rentre au service de plusieurs condottieri.
En 1406–1407, il commande les troupes de Gabrino Fondulo, seigneur de Crémone, puis celles de Pandolfo III Malatesta, Seigneur de Fano et Cesena.
Après avoir obtenu des Malatesta le titre de comte et le château de Stacciola près de la rivière Métaure, il est engagé par nombreux seigneurs italiens comme Filippo Maria Visconti, la reine Jeanne II de Naples ainsi que la république de Florence (1425).
En 1431, par décret papal, il devient seigneur de Borgo Sansepolcro, titre qu'il perd en 1432 en passant au service des Florentins, dont il dirige les armées de juin 1423 à mai 1434.
Pour la république de Florence, il prend Brescia et remporte la bataille de Maclodio (12 octobre 1427). Après ces succès, il est nommé capitano generale (commandant en chef) de la République.
En 1431 et en 1432, désigné commandant de la coalition contre Francesco Sforza en Romagne, il remporte la bataille de San Romano et est commémoré dans la peinture de bataille de Paolo Uccello à Santa Maria Novella comme souvenir de ses actions. Le 21 juin 1433, le chancelier de la République, Leonardo Bruni, prononce un discours en son honneur dans lequel il rappelle les qualités qui, selon les Anciens, font un bon commandant : la science militaire, l'autorité, la fortune, le courage et le sens de l'anticipation, qualités que possède Niccolo, honoré ce jour-là. Il est dès lors présenté comme le sauveur de la république de Florence dont la bataille de San Romano marque le renouveau. Il reçoit les insignes de son triomphe : un casque richement orné, un cheval couvert d'un tissu de brocard pourpre doré et un bâton de commandant en signe d'entière autorité et d'obéissance. Uccello le représentera ainsi sur son célèbre tableau de la bataille. 
En 1434, il est capturé par les Visconti et jeté dans un ravin : il survit, mais mourra des blessures l'année suivante à Borgo Val di Taro.
Niccolò da Tolentino a été enterré à Santa Maria del Fiore de Florence. La commune florentine a commandé une fresque à Andrea del Castagno qui est située juste au-dessus de son tombeau.
Son fils Cristoforo da Tolentino, fut également un condottiere.
Niccolo da Tolentino entretenait des liens étroits avec la famille Médicis. Dès son retour à Florence, Côme fait revenir les restes du capitaine et organise une cérémonie funéraire fastueuse le 20 mars 1436 en présence du pape Eugène IV, alors en exil à Florence. Dans les années 1453, les tableaux de Paolo Uccello commémorent sa gloire et celle de son protecteur, Côme de Médicis.